# Zapadnodvinskij rajon
Lo Zapadnodvinskij rajon (in russo Западнодвинский район?) è un rajon dell'Oblast' di Tver', nella Russia europea; il capoluogo è Zapadnaja Dvina. Istituito nel 1927, ricopre una superficie di 2.816 chilometri quadrati ed ospitava nel 2010 una popolazione circa 16.000 abitanti.